# Rudolf Vetiška
Rudolf Vetiška (25. prosince 1895 Hloubětín – 3. června 1966 Praha) byl český a československý odbojář, politik Komunistické strany Československa a poúnorový poslanec Národního shromáždění ČSR.

## Biografie
Narodil se v Hloubětíně v dělnické rodině. Pracoval jako dělník. Od mládí byl aktivní v odborech a dělnické tělovýchově. V roce 1913 vstoupil do sociální demokracie. Počátkem 20. let byl důvěrníkem sociálně demokratické levice. Podílel se na prosincové stávce v roce 1920 a pak patřil mezi zakládající členy KSČ.
V. sjezd KSČ roku 1929 ho zvolil za člena Ústředního výboru Komunistické strany Československa. V ÚV KSČ pak zasedal trvale. V roce 1929 ho strana vyslala do Moskvy, kde studoval na Leninské škole. Do republiky se vrátil roku 1930 a pracoval potom jako organizační tajemník KSČ v Pražském kraji, posléze jako tajemník Rudých odborů ve středních Čechách. Od roku 1934 zastával funkci tajemníka krajského výboru KSČ v Hradci Králové. V letech 1937–1938 byl krajským tajemníkem KSČ v Kladně. Za druhé světové války byl aktivní v odboji. Emigroval do SSSR. V roce 1943 se vrátil jako parašutista a pracoval ve 3. ilegálním vedení KSČ. V roce 1944 ho zatklo gestapo a do konce války byl vězněn.
Po válce pak v letech 1945–1949 zastával post vedoucího tajemníka KSČ v Strakonicích, v letech 1949–1951 v Liberci. V listopadu 1945 byl kooptován do Ústředního výboru Komunistické strany Československa. Ve funkci ho potvrdil VIII. sjezd KSČ, IX. sjezd KSČ, X. sjezd KSČ, XI. sjezd KSČ a XII. sjezd KSČ. V letech 1953–1963 byl rektorem Vysoké stranické školy ÚV KSČ. V roce 1955 mu byl udělen Řád republiky, v roce 1965 Řád Klementa Gottwalda.
Ve volbách roku 1948 byl zvolen do Národního shromáždění za KSČ ve volebním kraji Liberec. V parlamentu zasedal do konce funkčního období, tedy do voleb roku 1954.
Zemřel v červnu 1966 po dlouhé a těžké nemoci.
V letech 1972–1990 po něm bylo pojmenováno ústřední veřejné prostranství v Hloubětíně.

## Vyznamenání
- Řád Klementa Gottwalda
- Řád republiky